# Saint-Éloi-de-Fourques
Saint-Éloi-de-Fourques ist eine französische Gemeinde mit 548 Einwohnern (Stand: 1. Januar 2022) im Département Eure in der Region Normandie.

## Geografie
Saint-Éloi-de-Fourques liegt im Roumois, 16 Kilometer südwestlich von Elbeuf und 8,6 Kilometer nordöstlich von Brionne, zwischen dem Weiler Saint-Taurin-des-Ifs, der zu Bosrobert gehört und im Westen liegt, Saint-Paul-de-Fourques im Süden und Le Bosc du Theil im Osten an der E402. Die Weiler und lieux-dits (Ort, der den Namen ... trägt) Bosc-Yves, Le Mouchel, La Maison Rouge, Danèterie, La Cambe, La Devinerie, La Sente-aux-Prêtres, Le Moulin-de-Serville, La Roussière, Les Bouquets und La Noë gehören zur Gemeinde.

## Geschichte
Ursprünglich war Fourques eine große Ortschaft, die in zwei Orte aufgeteilt wurde, Saint-Éloi-de-Fourques und Saint-Paul-de-Fourques. Ordericus Vitalis (1075–1142) erwähnte in seiner Historia Ecclesiastica den Hauptort Fourques als Furcas, später dann Furcis um 1240, Sanctus Eligius de Furcis 1318. Furcis ist die Latinisierung (Plural) des altnormannischen Wortes forque, furque (auch forke) > normannisch fourque ‚(Heu)gabel‘ (französisch fourche) in der Bedeutung einer Straßenkreuzung, eines Kreuzwegs. Der Saint-Éloi bezieht sich auf den Bischof Eligius von Noyon im 7ten Jahrhundert.
Zur Gründung der Abtei Le Bec im 11. Jahrhundert schenkte die Familie Croc der Abtei alles, was sie in Fourques besaß. Zu Beginn des 13. Jahrhunderts schenkte Guillaume de Fourques der Abtei Le Bec Ländereien und Geld. Im Jahre 1319 war die Trennung der Ortsteile schon vollzogen, wobei Saint-Éloi-de-Fourques der ursprüngliche Ortskern war, als Sanctus Éligius de Furcis wurde die Ortschaft im Kopialbuch der Abtei Le Bec erwähnt. Der Papst Clemens VI. (1291–1352) setzte 1348 die Abtei Le Bec offiziell als Besitzer von Saint-Éloi-de-Fourques ein. Auf dem heutigen Gemeindegebiet gab es im Mittelalter und Ancien Régime mehrere Lehen, die im Kopialbuch der Abtei Le Bec erwähnt wurden.
Das Lehen Fourquettes wurde 1253 erstmals erwähnt, es gehörte im 16. Jahrhundert zur Baronie von Bonneville-Aptot. Das Lehen La Cambe wurde 1230 erstmals erwähnt, dort wurde Pierre de la Cambe geboren, der von 1272 bis zu seinem Tod am 2. November 1282 Abt Le Bec war. Cambe bedeutet Bierbrauerei.
Nordwestlich des Ortskerns liegt das Manoir d’Hermos. Bis ins 17. Jahrhundert hinein hieß es Val-Cabot. Den ursprünglichen Namen erhielt es von Raoul Cabot, der 1209 im Kopialbuch der Abtei Le Bec erwähnt wurde. 1241 taucht das Lehen als Caboc im Kopialbuch auf, 1261 als des Cabots. 1535 erwarb Robert de Thumary das Lehen. Er ließ das Herrenhaus erbauen, bei seinem Tod im Jahr 1540 war es noch nicht vollendet. Er hinterließ keine Nachkommen und seine Witwe Isabeau verkaufte das Lehen an Claude de Lorraine, duc de Guise (1496–1550). 1659 kaufte Pierre Cousin (1637–1713) Val-Cabot, als Rechtsanwalt und Sekretär von Philippe I. de Bourbon, duc d’Orléans, stieg er gesellschaftlich auf. 1676 wurde er geadelt und 1676 ließ er eine Kapelle auf Val-Cabot bauen, die Saint-Pierre und Saint-Paul geweiht war. Er restrukturierte seine Ländereien, wandelte sie in kleinere Parzellen um und benannte das Herrenhaus in Hermos um. 1680 erbte er Marais-Vernier von seinem Schwiegervater und zog dorthin. Seine Erbin Nicole heiratete Nicolas de Grouchy den Seigneur von Sainte-Opportune-la-Mare. Ihr Sohn vergeudete seinen Besitz und musste Hermos verkaufen. Sein Schwager Louis Planterose kaufte 1754 das Anwesen für 56.000 Livres. Planterose war im selben Jahr geadelt worden. Er wohnte in Hermos und seine Kinder wurden dort geboren. 1785 wurde Hermos jedoch an Robert de la Houssaye verkauft. 1793 musste er als Folge der Französischen Revolution mitansehen, wie die Archive von Hermos von Revolutionären am Freiheitsbaum verbrannt wurden. 1794 wurden seine Besitztümer konfisziert, es gelang ihm aber Hermos zu behalten, wo er 1810 verstarb. Sein Sohn starb 1846 und vermachte das Anwesen seiner Nichte Eulalie Pillon, deren Mann die Nebengebäude abreißen und das Hauptgebäude „vereinfachen“ ließ. 1895 erwarb Pierre Windsor, ein Industrieller aus Rouen, das Anwesen. Es befindet sich heute immer noch im Besitz seiner Familie.
1793 erhielt Saint-Éloi-de-Fourques im Zuge der Französischen Revolution den Status einer Gemeinde (als Saint Eloi de Fourques) und 1801 das Recht auf kommunale Selbstverwaltung (als Saint-Eloi-de-Fourques).
| Jahr      | 1793 | 1821 | 1836 | 1846 | 1856 | 1881 | 1911 | 1975 | 1990 | 2006 | 2017 |
| --------- | ---- | ---- | ---- | ---- | ---- | ---- | ---- | ---- | ---- | ---- | ---- |
| Einwohner | 761  | 833  | 705  | 621  | 530  | 412  | 307  | 262  | 360  | 414  | 522  |

## Sehenswürdigkeiten

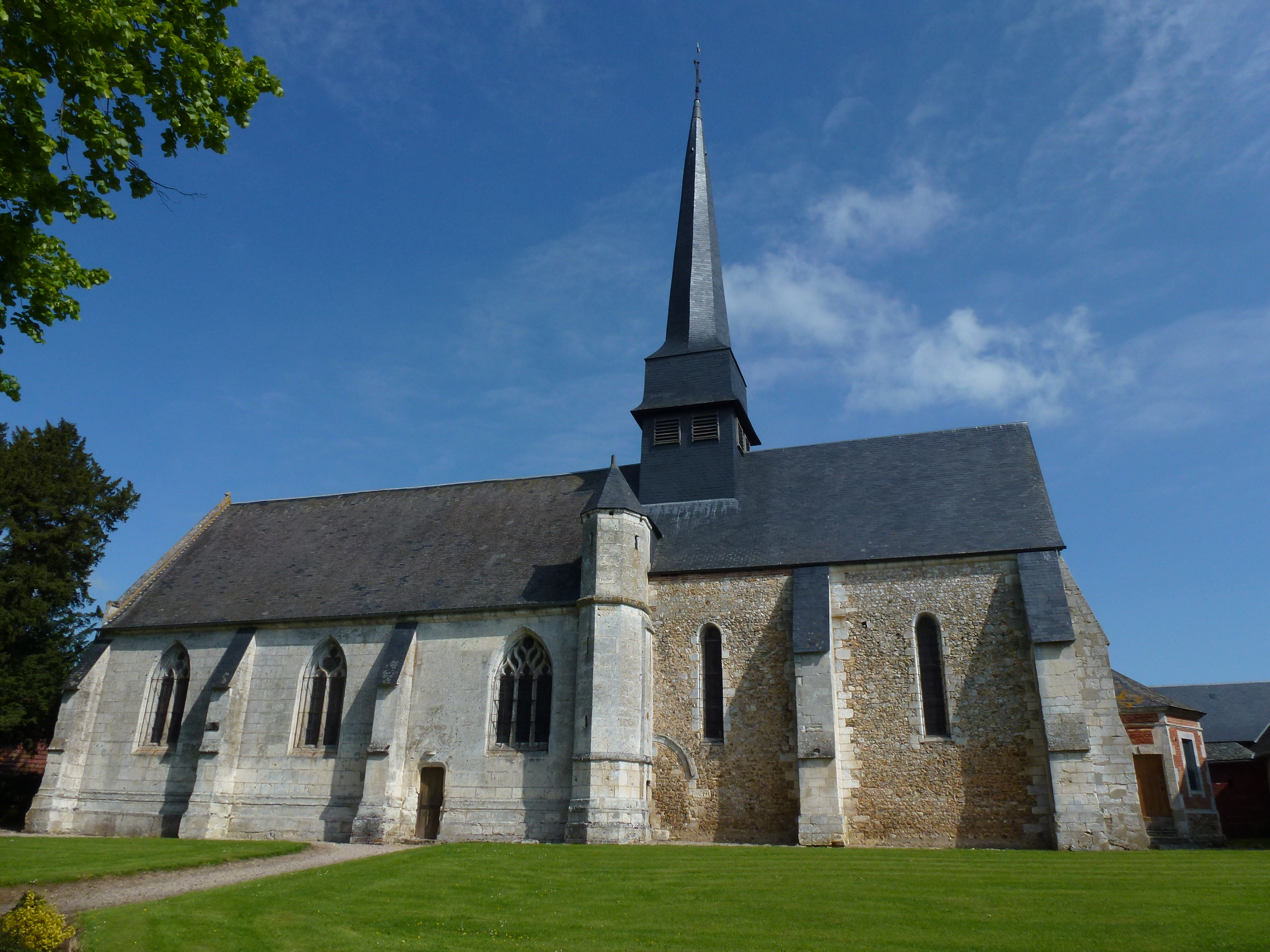
Die Kirche Saint-Éloi

Die Kirche Saint-Éloi enthält noch Reste eines romanischen Gebäudes. Der Chor wurde zwischen 1260 und 1280 erbaut. Der Arc triomphal ruht auf Säulen, deren Kapitelle mit Akanthusblättern geschmückt sind. Im 15. und 16. Jh. wurde die Kirche erweitert. Das Ensemble aus Kirche, Kirchenportal und der großen Eibe auf dem Friedhof ist als Site Inscrit (Naturdenkmal) eingestuft. In der Kirche befindet sich ein Gisant von Bischof Geoffroy III. de Faé († 1340) aus dem 14. Jh. Er wurde 1907 als Monument historique klassifiziert.
Das Manoir de Hermos wurde 1540 gegründet und 1675 vollendet. Es hat moderate Dimensionen. Es besitzt ein quadratisches Erdgeschoss und seit dem 18. Jahrhundert eine erste Etage, die im Dachstuhl integriert ist. Eine Kapelle befindet sich im ersten Stock über dem Eingangsportal, diese Kapelle wurde vor dem Rest der ersten Etage eingerichtet. Vor den „Vereinfachungen“ im 19. Jh. besaß das Gebäude zwei Seitenflügel und einen großen rechteckigen Ehrenhof, der von Mauern und zwei Nebengebäuden eingegrenzt war. Es handelte sich um einen Pferdestall und ein Gesindehaus. Außerdem gab es ein Taubenhaus. Die Terrasse ging zum Rasen hin, der von Bäumen gesäumt war und zu einem halbkreisförmigen Bassin führte. Heute finden in dem Herrenhaus Theatervorstellungen und andere Veranstaltungen statt.

## Wirtschaft
Wichtige Erwerbszweige der Eligiens (Einwohner) sind Ackerbau und Futtermittelherstellung. Es werden vor allem Getreide, Zuckerrüben und Lein angebaut. Auf dem Gemeindegebiet gelten kontrollierte Herkunftsbezeichnungen (AOC) für Calvados und Pommeau (Pommeau de Normandie) sowie geschützte geographische Angaben (IGP) für Schweinefleisch (Porc de Normandie), Geflügel (Volailles de Normandie) und Cidre (Cidre de Normandie und Cidre normand).